# Le Professionnel
Le Professionnel är en fransk kriminalfilm från 1981 i regi av Georges Lautner.
Filmen är baserad på Patrick Alexanders roman Death of a Thin Skinned Animal.

## Rollista i urval
- Jean-Paul Belmondo - Josselin "Joss" Beaumont
- Robert Hossein - kommissarie Rosen
- Bernard-Pierre Donnadieu - polisinspektör Farges
- Jean Desailly - ministern
- Cyrielle Clair - Alice Ancelin
- Marie-Christine Descouard - Doris Frederiksen
- Elisabeth Margoni - Jeanne Beaumont
- Jean-Louis Richard - överste Martin
- Michel Beaune - kapten Valeras